# عام الجماعة
عام الجماعة هو العام الذي تنازل فيه الحسن بن علي عن الخلافة لمعاوية بن أبي سفيان عام 41 هـ - 661م، وسمي «عام الجماعة» بسبب اجتماع الناس على معاوية.
كان معاوية واليًا على بلاد الشام منذ عهد عمر بن الخطاب، كان معاوية بن أبي سفيان قد امتنع عن تقديم البيعة لعلي، وطالب بالثأر لابن عمه عثمان بن عفان ثالث الخلفاء الراشدين. فتوجه علي بجيشه إلى الشام وعسكر الجيشان حين التقيا بموقع يسمى صفين، ثم بدأت مفاوضات بين الطرفين عبر الرسائل، واستمرت لمدة مائة يوم لكنها لم تأت بنتيجة، فبدأت مناوشات بين الجيشين أسفرت عن قتال استمر لمدة أسبوع فيما يعرف بمعركة صفين (36 - 37 هـ / 657م). ثم اتفقا على التحكيم، ثم عاد القتال من جديد واستطاع معاوية أن يحقق بعض الانتصارات وضم عمرو بن العاص مصر بالإضافة إلى الشام.
لما قُتل علي بن أبي طالب على يد عبد الرحمن بن ملجم المرادي، بايع أهل الكوفة الحسن بن علي بالخلافة في سنة 40هـ. واستمر الحسن بعد بيعته خليفة على الحجاز واليمن والعراق وخراسان وغير ذلك نحو سبعة أشهر. وبعد مراسلات بين الحسن ومعاوية، وتنازل الحسن، واستقر الأمر لمعاوية فأصبح خليفة المسلمين، وقامت الدولة الأموية التي تنتسب إلى أمية بن عبد شمس بن عبد مناف، فحكمت نحو تسعين عاما (41 - 132 هـ) الموافق (661 - 750م).

## مقتل علي بن أبي طالب ومبايعة الحسن للخلافة

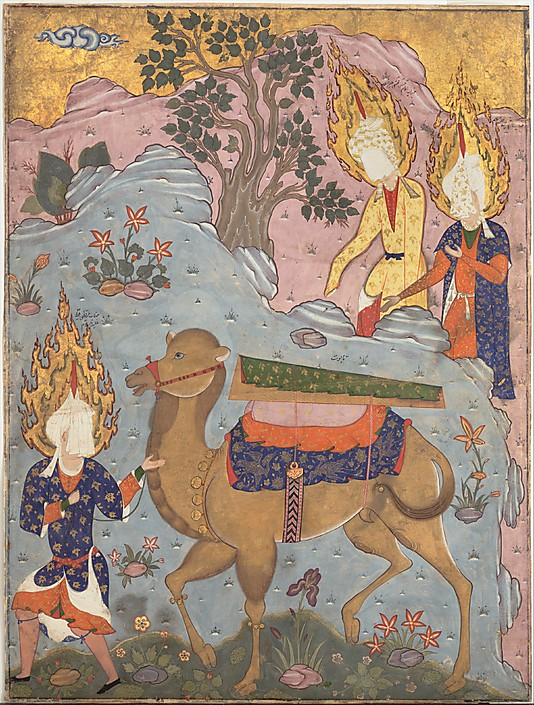
رسم عُثماني لتابوت عليّ بن أبي طالب محمولًا على دابة، ويسير ورائه الحسن والحسين مع تغطية وجهيهما باللون الأبيض.

لما قتل علي بن أبي طالب على يد عبد الرحمن بن ملجم المرادي، بويع ابنه الحسن للخلافة وذلك بعد أن اختاره الناس. وقد كان ذلك في شهر رمضان من سنة 40هـ الموافق لشهر يناير من سنة 661م. تنص مصادر أهل السنة والجماعة على أن علي بن أبي طالب لم يعين أحدا من بعده، وقد طلب منه الناس أن يستخلف أحدًا من بعده، إلا أنه رفض ذلك فقال لهم: «لَا؛ وَلَكِنِّي أَتْرُكُكُمْ إِلَى مَا تَرْكَكُمْ إِلَيْهِ رَسُولُ اللَّهِ صَلَّى اللَّهُ عَلَيْهِ وَسَلَّمَ.» أي بغير استخلاف. وسأل «عبد الله بن جندب» عليًا عن بيعة الحسن فقال: «يَا أَمِيرَ الْمُؤْمِنِينَ، إِنْ فَقَدْنَاكَ وَلَا نَفْقُدُكَ فَنُبَايِعُ الْحَسَنَ؟ قَالَ: مَا آمُرُكُمْ، وَلَا أَنْهَاكُمْ أَنْتُمْ أَبْصَرُ.» في المقابل تنص المصادر الشيعية على أن النبي محمد قد نص على الأئمة من بعده وعينهم بأسمائهم ومن بينهم الحسن. وتنص كذلك على أن علي بن أبي طالب قد أوصى قبل وفاته بالخلافة إلى ولده الحسن، وقد أشهد على وصيته جميع أولاده وأهل شيعته وأهل بيته. وعهد إليه بكتابه وسلاحه وأمره بأن يدفعها لأخيه الحسين إذا حضرته الوفاة. يرد أهل السنة والجماعة على الشيعة في قضية النص على خلافة الحسن بالبطلان، ويعتبرون هذا الأمر من المفتريات، ويذكرون أن هذا لم يصح عن النبي ولا عن علي بن أبي طالب. وفي نفس العام بُويعَ معاوية بن أبي سفيان بإيلياء وكان قبل ذلك يدعى الأمير في الشام فلما قٌتل علي بن أبي طالب دعي بأمير المؤمنين.

## نُبوءة الصلح
يؤمن أهل السنة والجماعة بأن النبي محمد قد بشر وتنبأ بأن الحسن سيصلح بين فئتين عظيمتين من المسلمين قبل حصول هذا الأمر بسنوات بعيدة، فقد ورد في ذلك حديث نبوي رواه البخاري في صحيحه عن الحسن البصري قال: «وَلَقَدْ سَمِعْتُ أَبَا بَكْرَةَ، قَالَ: بَيْنَا النَّبِيُّ صَلَّى اللهُ عَلَيْهِ وَسَلَّمَ يَخْطُبُ، جَاءَ الحَسَنُ، فَقَالَ النَّبِيُّ صَلَّى اللهُ عَلَيْهِ وَسَلَّمَ: «ابْنِي هَذَا سَيِّدٌ، وَلَعَلَّ اللَّهَ أَنْ يُصْلِحَ بِهِ بَيْنَ فِئَتَيْنِ مِنَ المُسْلِمِينَ».» وجاء الحديث لدى أحمد بن حنبل في مسنده عن الحسن البصري قال: «سَمِعْتُ أَبَا بَكْرَةَ، وَقَالَ سُفْيَانُ مَرَّةً: عَنْ أَبِي بَكَرَةَ، رَأَيْتُ رَسُولَ اللَّهِ صَلَّى اللهُ عَلَيْهِ وَسَلَّمَ عَلَى الْمِنْبَرِ وَحَسَنٌ مَعَهُ، وَهُوَ يُقْبِلُ عَلَى النَّاسِ مَرَّةً، وَعَلَيْهِ مَرَّةً، وَيَقُولُ: «إِنَّ ابْنِي هَذَا سَيِّدٌ، وَلَعَلَّ اللَّهَ أَنْ يُصْلِحَ بِهِ بَيْنَ فِئَتَيْنِ مِنَ الْمُسْلِمِينَ».» فتشير المصادر إلى أن حديث الرسول هذا هو ما دفع الحسن إلى الإقدام على الصلح، وأن هذه النبوءة قد كانت هي الموجهة للحسن في اتجاهاته وتصرفاته ومنهج حياته، وأنها حلت في قرارة نفسه، واعتبرها كوصية من الرسول.

## الأحداث التاريخية للصلح

### التمهيد للصلح
تنص مصادر أهل السنة والجماعة على أن الروايات التي نقلت شرط الحسن بالمسالمة تفيد بابتدائه في التمهيد للصلح مع معاوية بن أبي سفيان فور استخلافه، وذلك تحقيقًا لنبوءة النبي. فتشير الروايات على أن الحسن قد قام فور استخلافه بوضع شرط لقبوله مبايعة أهل العراق له وهو أن يقوموا بمسالمة من يسالم ويحاربون من يحارب، فعن ميمون بن مهران، قال: «إن الحسن بن علي بن أبي طالب بايع أهل العراق بعد علي على بيعتين. بايعهم على الإمرة. وبايعهم على أن يدخلوا فيما دخل فيه. ويرضوا بما رضي به.» ويقول خالد بن مضرب، قال: «سمعت الحسن بن علي يقول: والله لا أبايعكم إلا على ما أقول لكم. قالوا: ما هو؟ قال: تسالمون من سالمت وتحاربون من حاربت.»
وقد نقل ابن سعد في طبقاته رواية تذكر أن معاوية بن أبي سفيان بعث إلى الحسن بعد وفاة علي فأصلح الذي بينهما سرًا. يقول عمرو بن دينار: «أن معاوية كان يعلم أن الحسن كان أكره الناس للفتنة. فلما توفي علي بعث إلى الحسن فأصلح الذي بينه وبينه سرًا وأعطاه معاوية عهدا إن حدث به حدث والحسن حي ليسمينه وليجعلن هذا الأمر إليه.»
بعد أن كشف الحسن عن نيته في الصلح مع معاوية وقعت محاولة لاغتياله، وتنص المصادر أن هذه المحاولة قد جرت بعد استخلافه بقليل، وهو ما أشارت إليه أكثر من رواية، فقد أخرج ابن سعد في طبقاته من طريق أبي جميلة الطهوي، قال: «أن الحسن بن علي لما استخلف حين قتل علي. فبينما هو يصلي إذ وثب عليه رجل فطعنه بخنجر. وزعم حصين أنه بلغه أن الذي طعنه رجل من بني أسد- وحسن ساجد، قال حصين: وعمي أدرك ذاك. قال: فيزعمون أن الطعنة وقعت في وركه فمرض منها أشهرًا ثم برئ. فقعد على المنبر فقال: «يا أهل العراق اتقوا الله فينا فإنا أمراؤكم وضيفانكم أهل البيت الذين قال الله: ﴿إِنَّمَا يُرِيدُ اللَّهُ لِيُذْهِبَ عَنْكُمُ الرِّجْسَ أَهْلَ الْبَيْتِ وَيُطَهِّرَكُمْ تَطْهِيرًا﴾ قال: فما زال يقول ذاك حتى ما يرى أحد من أهل المسجد إلا وهو يخن بكاء.»

### المسير نحو المدائن
نظرة أهل السنة والجماعة

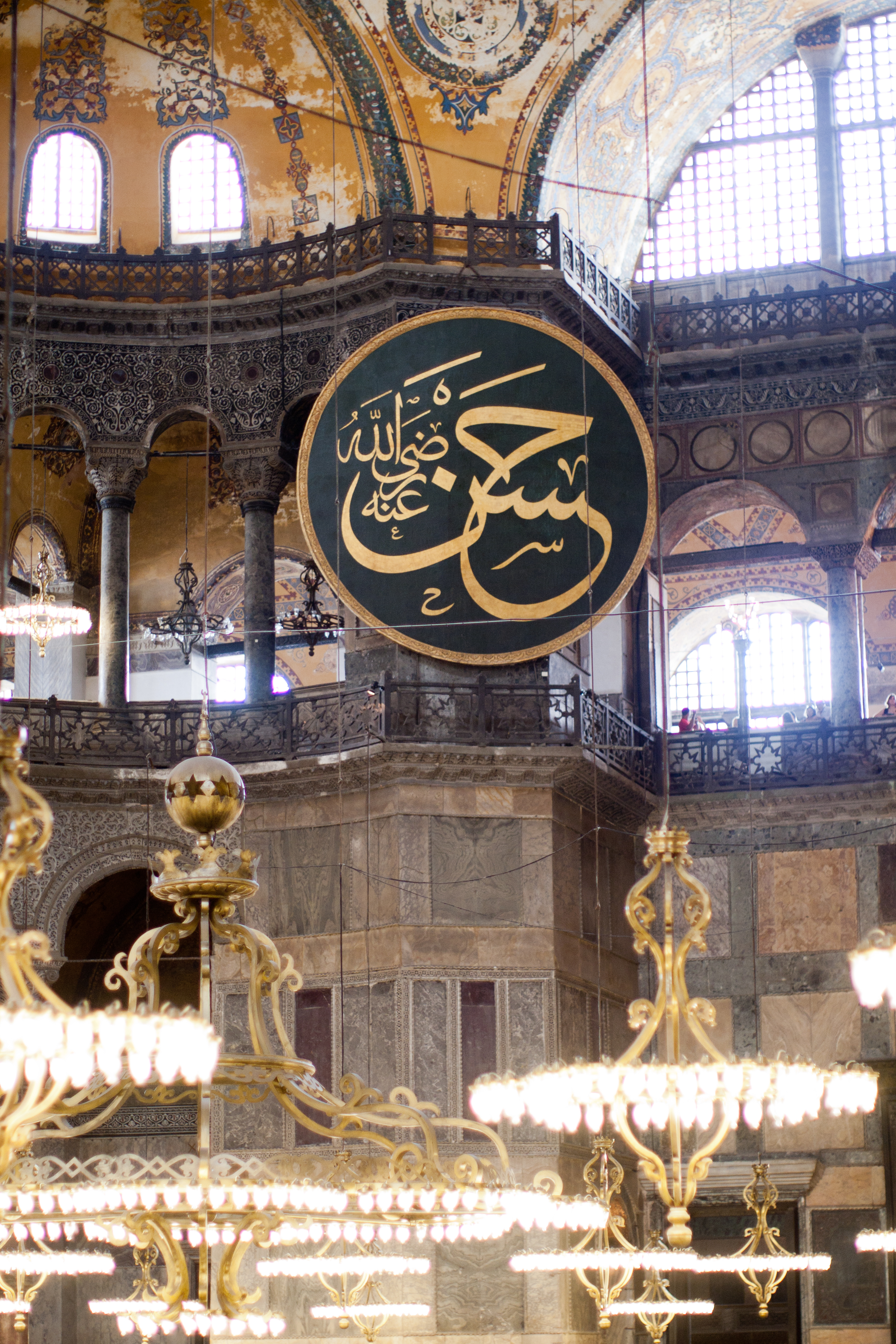
اسم الحسن بن علي مخطوطًا في آيا صوفيا في اسطنبول بتركيا.

تنص مصادر أهل السنة والجماعة على أن أهل العراق قد دفعوا الحسن إلى الخروج لقتال أهل الشام من غير رغبة منه، فخرج الحسن بجيش العراق من الكوفة إلى المدائن، وأرسل القوة الضاربة من الجيش وهي «شرطة الخميس» إلى «مسكن» بقيادة قيس بن سعد بن عبادة. وقد أشار ابن سعد في طبقاته إلى ذلك في الرواية التي أخرجها من طريق الشعبي، قال: «بايع أهل العراق بعد علي بن أبي طالب الحسن بن علي، ثم قالوا له: سر إلى هؤلاء القوم الذين عصوا الله ورسوله وارتكبوا العظيم وابتزوا الناس أمورهم. فإنا نرجو أن يمكن الله منهم. فسار الحسن إلى أهل الشام. وجعل على مقدمته قيس بن سعد بن عبادة. في اثني عشر ألفا، وكانوا يسمون شرطة الخميس.» ومن خلال هذه الرواية السابقة يتضح أن أهل العراق هم الذين دفعوا الحسن إلى الخروج لقتال أهل الشام من غير رغبة منه، وهذا الأمر قد أشار إليه ابن كثير بقوله: «وَلَمْ يَكُنْ فِي نِيَّةِ الْحَسَنِ أَنْ يُقَاتِلَ أَحَدًا، وَلَكِنْ غَلَبُوهُ عَلَى رَأْيِهِ، فَاجْتَمَعُوا اجْتِمَاعًا عَظِيمًا لَمْ يُسْمَعْ بِمِثْلِهِ، فَأَمَرَ الْحَسَنُ بْنُ عَلِيٍّ قَيْسَ بْنَ سَعْدِ بْنِ عُبَادَةَ عَلَى الْمُقَدِّمَةِ فِي اثْنَيْ عَشَرَ أَلْفًا بَيْنَ يَدَيْهِ، وَسَارَ هُوَ بِالْجُيُوشِ فِي إِثْرِهِ قَاصِدًا بِلَادَ الشَّامِ، لِيُقَاتِلَ مُعَاوِيَةَ وَأَهْلَ الشَّامِ فَلَمَّا اجْتَازَ بِالْمَدَائِنِ نَزَلَهَا وَقَدَّمَ الْمُقَدِّمَةَ بَيْنَ يَدَيْهِ.» رجح بعض الباحثين مثل «خالد بن محمد الغيث» أن تاريخ خروج الحسن من الكوفة في شهر صفر من سنة 41هـ. تشير بعض المصادر السنية إلى أن الحسن قد أظهر حنكة كبيرة قد دلت على دهائه عندما لم يشأ أن يواجه أهل العراق من البداية بميله إلى مصالحة معاوية وتسليمه الأمر، نظرًا لطبيعة أهل العراق الذين كان معهم، وليقيم عليهم الدليل ويثبت صدق نظرته فيهم، وعلى سلامة ما اتجه إليه. فوافقهم على المسير لحرب معاوية. بعد أن وصل خبر خروج الحسن إلى المدائن خرج معاوية بن أبي سفيان بأهل الشام إلى العراق حتى نزل جسر منبج، فأقبل من جسر منبج إلى «مسكن» في خمسة أيام ودخل في اليوم السادس.
نظرة الشيعة
تنص المصادر الشيعية أن معاوية بن أبي سفيان لما بلغته بيعة الحسن، دس رجلًا من في الكوفة، ورجلًا آخر في البصرة ليكتبا له بالأخبار ويفسدا على الحسن الأمور. فعرف الحسن بأمرهما وأمر بضرب عنقهما. فوقعت بعد هذه الحادثة بين الحسن ومعاوية مراسلات واحتجاجات ادعى فيها كلاهمها الأولوية بالخلافة. وأرسل الحسن في أحد كتبه إلى معاوية يدعوه إلى الدخول فيما دخل فيه الناس وأن يدع البغي ويحقن دماء المسلمين، ويهدده إن أبى بالقتال. إلا أن معاوية رد بالرفض على عروض الحسن بالدخول في البيعة وأدعى أنه أولى بالخلافة. وانتهت هذه المراسلات بمسير معاوية نحو العراق ليغلبَ عليه، فلما بلغ «جسر منبج» تحرك الحسن وبعث حجر بن عدي، فأمر العمال بالمسير واستنفر الناس للجهاد فتثاقلوا عنه، ثم خف معه أخلاط الناس، بعضهم شيعة له ولأبيه، وبعضهم من الخوارج، وبعضهم أصحاب فتن وطمع في الغنائم، وغيرهم. وسار الحسن حتى نزل ساباط.

### تبادل الرسل ووقوع الصلح
تنقل مصادر أهل السنة والجماعة حديث البخاري في صحيحه عند الحديث عن تبادل الرسل بين الحسن ومعاوية ووقوع الصلح بينهما، يقول الحسن البصري:
| عام الجماعة | اسْتَقْبَلَ وَاللَّهِ الحَسَنُ بْنُ عَلِيٍّ مُعَاوِيَةَ بِكَتَائِبَ أَمْثَالِ الجِبَالِ، فَقَالَ عَمْرُو بْنُ العَاصِ: إِنِّي لَأَرَى كَتَائِبَ لاَ تُوَلِّي حَتَّى تَقْتُلَ أَقْرَانَهَا، فَقَالَ لَهُ مُعَاوِيَةُ وَكَانَ وَاللَّهِ خَيْرَ الرَّجُلَيْنِ: أَيْ عَمْرُو إِنْ قَتَلَ هَؤُلاَءِ هَؤُلاَءِ، وَهَؤُلاَءِ هَؤُلاَءِ مَنْ لِي بِأُمُورِ النَّاسِ مَنْ لِي بِنِسَائِهِمْ مَنْ لِي بِضَيْعَتِهِمْ، فَبَعَثَ إِلَيْهِ رَجُلَيْنِ مِنْ قُرَيْشٍ مِنْ بَنِي عَبْدِ شَمْسٍ: عَبْدَ الرَّحْمَنِ بْنَ سَمُرَةَ، وَعَبْدَ اللَّهِ بْنَ عَامِرِ بْنِ كُرَيْزٍ، فَقَالَ: اذْهَبَا إِلَى هَذَا الرَّجُلِ، فَاعْرِضَا عَلَيْهِ، وَقُولاَ لَهُ: وَاطْلُبَا إِلَيْهِ، فَأَتَيَاهُ، فَدَخَلاَ عَلَيْهِ فَتَكَلَّمَا، وَقَالاَ لَهُ: فَطَلَبَا إِلَيْهِ، فَقَالَ لَهُمَا الحَسَنُ بْنُ عَلِيٍّ: إِنَّا بَنُو عَبْدِ المُطَّلِبِ، قَدْ أَصَبْنَا مِنْ هَذَا المَالِ، وَإِنَّ هَذِهِ الأُمَّةَ قَدْ عَاثَتْ فِي دِمَائِهَا، قَالاَ: فَإِنَّهُ يَعْرِضُ عَلَيْكَ كَذَا وَكَذَا، وَيَطْلُبُ إِلَيْكَ وَيَسْأَلُكَ قَالَ: فَمَنْ لِي بِهَذَا، قَالاَ: نَحْنُ لَكَ بِهِ، فَمَا سَأَلَهُمَا شَيْئًا إِلَّا قَالاَ: نَحْنُ لَكَ بِهِ، فَصَالَحَهُ، فَقَالَ الحَسَنُ: وَلَقَدْ سَمِعْتُ أَبَا بَكْرَةَ يَقُولُ: رَأَيْتُ رَسُولَ اللَّهِ صَلَّى اللهُ عَلَيْهِ وَسَلَّمَ عَلَى المِنْبَرِ وَالحَسَنُ بْنُ عَلِيٍّ إِلَى جَنْبِهِ، وَهُوَ يُقْبِلُ عَلَى النَّاسِ مَرَّةً، وَعَلَيْهِ أُخْرَى وَيَقُولُ: «إِنَّ ابْنِي هَذَا سَيِّدٌ وَلَعَلَّ اللَّهَ أَنْ يُصْلِحَ بِهِ بَيْنَ فِئَتَيْنِ عَظِيمَتَيْنِ مِنَ المُسْلِمِينَ»، قَالَ أَبُو عَبْدِ اللَّهِ: "قَالَ لِي عَلِيُّ بْنُ عَبْدِ اللَّهِ: إِنَّمَا ثَبَتَ لَنَا سَمَاعُ الحَسَنِ مِنْ أَبِي بَكْرَةَ، بِهَذَا الحَدِيثِ". | عام الجماعة |

بعد نجاح مفاوضات الصلح بين الحسن ومعاوية، شرع الحسن في تهيئة نفوس أتباعه على تقبل الصلح الذي تم، فقام فيهم خطيبًا ليبين لهم ما تم بينه وبين معاوية، وقد أورد البلاذري الخطبة التي ألقاها، قال الحسن: «إني أرجو أن أكون أنصح خلف لخلقه، وما أنا محتمل عَلَى أحد ضغينة وَلا حقدًا، وَلا مريد بِهِ غائلة وَلا سوءً، ألا وإن مَا تكرهون فِي الجماعة خير لكم مما تحبون فِي الفرقة، ألا وإني ناظر لكم خيرًا من نظركم لأنفسكم، فلا تخالفوا أمري وَلا تردوا علي، غفر اللَّه لي ولكم.» وفيما هو يخطب هجم عليه بعض معسكره محاولين قتله بعد أن اتهموه بالضعف لعزمه على صلح معاوية، وشدوا على فسفاطه، فدخلوه، وانتزعوا مصلاه من تحته، وانتهبوا ثيابه. ثم شد عليه «عبد الرحمن بن عبد الله بن جعال الأزدي» فنَزَعَ رداءَهُ عن عاتقه، فبقي متقلدًا سيفه فدهش، ثم رجع ذهنه، فركب فرسه، وأطاف به الناس، فبعضهم يعجزه ويضعفه، وبعضهم بنحي أولئك عنه، ويمنعهم منه، وانطلق رجل يقال له «الجراح بن سنان الأسدي» وكان يرى رأي الخوارج فانتظر الحسن في «مظلم ساباط»، فقعد له ينتظره، فلما مر الحسن، ودنا من دابته فأخذ بلجامها، ثم أخرج معولًا كان معه، وقال: «أشركت يا حسن كما أشرك أبوك من قبل.» وطعنه بالمعول في أصل فخذه، فشق في فخذه شقًا كاد يصل إلى العظم، وضرب الحسن وجهه، ثم اعتنقا وخرا إلى الأرض، ثم سارع «عبد الله بن الخضل الطائي» فنزع المعول من يده، وقام «ظبيان بن عمارة التميمي» بقتل الجراح. وحُمل الحسن إلى المدائن، ثم أتى سعد بن مسعود الثقفي عامل الحسن على المدائن بطبيب وقام عليه حتى برئ وحوله إلى القصر الأبيض بالمدائن. وقد أورد هذه الرواية أبو حنيفة الدينوري، وقد أوردت الكتب الشيعية هذه الرواية بنحو رواية البلاذري فأوردها أبو الفرج الأصفهاني. والشيخ المفيد.
وأما موقف شرطة الخميس وهم مقدمة جيش العراق من الصلح فقد أخرجه الحاكم في مستدركه عن أبي الغريف، قال: «كُنَّا فِي مُقَدِّمَةِ الْحَسَنِ بْنِ عَلِيٍّ اثْنَيْ عَشَرَ أَلْفًا تَقْطُرُ أَسْيَافُنَا مِنَ الْحِدَّةِ عَلَى قِتَالِ أَهْلِ الشَّامِ، وَعَلَيْنَا أَبُو الْعُمُرِطَهْ، فَلَمَّا أَتَانَا صُلْحُ الْحَسَنِ بْنِ عَلِيٍّ وَمُعَاوِيَةَ كَأَنَّمَا كُسِرَتْ ظُهُورُنَا مِنَ الْحَرَدِ وَالْغَيْظِ، فَلَمَّا قَدِمَ الْحَسَنُ بْنُ عَلِيٍّ الْكُوفَةَ قَامَ إِلَيْهِ رَجُلٌ مِنَّا يُكَنَّى أَبَا عَامِرٍ سُفْيَانُ بْنُ اللَّيْلِ، فَقَالَ: السَّلَامُ عَلَيْكَ يَا مُذِلَّ الْمُؤْمِنِينَ، فَقَالَ الْحَسَنُ: «لَا تَقُلْ ذَاكَ يَا أَبَا عَامِرٍ، لَمْ أَذِلَّ الْمُؤْمِنِينَ، وَلَكِنِّي كَرِهْتُ أَنْ أَقْتُلَهُمْ فِي طَلَبِ الْمُلْكِ».»
أما موقف قيس بن سعد بن عبادة أمير مقدمة جيش الحسن من الصلح، فتشير المصادر أنه تردد في الدخول فيه، واعتزل بمن أطاعه من جيشه مدة، ثم دخل في الصلح وبايع معاوية بن أبي سفيان بعد مراجعته للأمر.
وأما مواقف أمراء علي بن أبي طالب من الصلح فقد اتسمت بالتباين والتفاوت، حيث قبله بعضهم وكرهه بعضهم الآخر. فكان موقف عبد الله بن جعفر بن أبي طالب القبول والاستحسان، وأما زياد بن أبيه وقيس بن سعد بن عبادة فقد كان بالرفض ثم القبول، وهناك فريق ثالث دخل الصلح وهو له كاره، وهؤلاء ينقسمون إلى قسمين: قسم يرى أن الصلح ملزم له في ظل حياة الحسن فقط ويمثل هؤلاء حجر بن عدي، وقسم يرى أن الصلح ملزم له في ظل حياة الحسن ومعاوية، أو الآخر موتًا منهما، ويمثل هؤلاء الحسين بن علي.

### تسليم الأمر لمعاوية
نظرة أهل السنة والجماعة
تنص مصادر أهل السنة والجماعة على أن الحسن قد ترك المدائن وسار إلى الكوفة بعد أن نجى من محاولة الاغتيال الأخيرة في معسكره، ولما أراد المسير أتاه عبد الرحمن بن سمرة وعبد الله بن عامر بن كريز بكتاب الصلح كما أُسلف. وبعد ذلك سار معاوية من «مسكن» إلى «النخيلة»، ثم خرج الحسن من الكوفة إلى النخيلة لمقابلة معاوية وتسليم الأمر له. أخرج الطبراني في معجمه الكبير عن الشعبي، قال: «شهدت الحسن بن علي رضي الله عنه بالنخيلة حين صالحه معاوية رضي الله عنه، فقال له معاوية: إذا كان ذا فقم فتكلم، وأخبر الناس أنك قد سلمت هذا الأمر لي. وربما قال سفيان: أخبر الناس بهذا الأمر الذي تركته لي. فقام فخطب على المنبر، فحمد الله وأثنى عليه -قال الشعبي: وأنا أسمع- ثم قال: "أما بعد، فإن أكيس الكيس التقى، وإن أحمق الحمق الفجور، وإن هذا الأمر الذي اختلفت فيه أنا ومعاوية إما كان حقًا لي تركته لمعاوية إرادة صلاح هذه الأمة، وحقن دمائهم، أو يكون حقًا كان لامرئ أحق به مني، ففعلت ذلك، ﴿وَإِنْ أَدْرِي لَعَلَّهُ فِتْنَةٌ لَّكُمْ وَمَتَاعٌ إِلَىٰ حِينٍ﴾.»
كذلك أخرج رواية البيعة أحمد بن حنبل من طريق أنس بن سيرين، قال: «قال الحسن بن علي يوم كلم معاوية: "ما بين جابرس وجابلق: رجل جده نبي غيري وإني رأيت أن أصلح بين أمة محمد صلى الله عليه وسلم، وكنت أحقهم بذاك، ألا إنا قد بايعنا معاوية ولا أدري ﴿لَعَلَّهُ فِتْنَةٌ لَّكُمْ وَمَتَاعٌ إِلَىٰ حِينٍ﴾".»
وأخرج ابن سعد رواية البيعة من طريق عمرو بن دينار، وفيها: «فقام الحسن فقال: يا أيها الناس إني كنت أكره الناس لأول هذا الحديث وأنا أصلحت آخره لذي حق أديت إليه حقه أحق به مني. أو حق جدت به لصلاح أمة محمد وإن الله قد ولاك يا معاوية هذا الحديث لخير يعلمه عندك أو لشر يعلمه فيك ﴿وَإِنْ أَدْرِي لَعَلَّهُ فِتْنَةٌ لَكُمْ وَمَتاعٌ إِلى حِينٍ﴾ ثم نزل.» بعد ذلك جاء الحسن بقيس بن سعد بن عبادة ليبايع معاوية، فبايعه.
نظرة الشيعة
يقول الشيخ المفيد بعد أن ذكر محاولة اغتيال الحسن: «وكتب جماعة من رؤساء القبائل إلى معاوية بالطاعة له في السر، واستحثوه على السير نحوهم، وضمنوا له تسليم الحسن عليه السلام إليه عند دنوهم من عسكره أو الفتك به، وبلغ الحسن ذلك. وورد عليه كتاب قيس بن سعد رضي الله عنه وكان قد أنفذه مع عبيد الله بن العباس عند مسيره من الكوفة، ليلقى معاوية فيرده عن العراق، وجعله أميرا على الجماعة وقال: "إن أصبت فالأمير قيس بن سعد"، فوصل كتاب ابن سعد يخبره أنهم نازلوا معاوية بقرية يقال لها الحبونية بإزاء مسكن، وأن معاوية أرسل إلى عبيد الله بن العباس يرغبه في المصير إليه، وضمن له ألف ألف درهم، يعجل له منها النصف، ويعطيه النصف الآخر عند دخوله الكوفة، فانسل عبيد الله بن العباس في الليل إلى معسكر معاوية في خاصته، وأصبح الناس قد فقدوا أميرهم، فصلى بهم قيس رضي الله عنه ونظر في أمورهم. فازدادت بصيرة الحسن عليه السلام بخذلان القوم له، وفساد نيات المحكمة فيه بما أظهروه له من السب والتكفير واستحلال دمه ونهب أمواله، ولم يبق معه من يأمن غوائله إلا خاصة من شيعته وشيعة أبيه أمير المؤمنين عليه السلام، وهم جماعة لا تقوم لأجناد الشام. فكتب إليه معاوية في الهدنة والصلح، وأنفذ إليه بكتب أصحابه التي ضمنوا له فيها الفتك به وتسليمه إليه، واشترط له على نفسه في إجابته إلى صلحه شروطا كثيرة وعقد له عقودا كان في الوفاء بها مصالح شاملة، فلم يثق به الحسن عليه السلام وعلم احتياله بذلك واغتياله، غير أنه لم يجد بدا من إجابته إلى ما التمس من ترك الحرب وإنفاذ الهدنة»، ثم يقول: «فلقا استتمت الهدنة على ذلك، سار معاوية حتى نزل بالنخيلة، وكان ذلك يوم جمعة فصلى بالناس ضحى النهار.»، ثم ذكر الخطبة وما جرى فيها.

### شروط الصلح
تنص المصادر السنية والشيعية على نفس أسباب الصلح، وقد ذكر ابن حجر الهيتمي صورة كتاب الصلح بين الحسن ومعاوية على النحو الآتي:
| عام الجماعة | بِسم الله الرَّحْمَن الرَّحِيم هَذَا مَا صَالح عَلَيْهِ الْحسن بن عَليّ رَضِي الله عَنْهُمَا مُعَاوِيَة بن أبي سُفْيَان صَالحه على: - أَن يسلم إِلَيْهِ ولَايَة الْمُسلمين على أَن يعْمل فيهم بِكِتَاب الله تَعَالَى وَسنة رَسُول الله صلى الله عَلَيْهِ وَسلم وسيرة الْخُلَفَاء الرَّاشِدين المهديين. - وَلَيْسَ لمعاوية بن أبي سُفْيَان أَن يعْهَد إِلَى أحد من بعده عهدا بل يكون الْأَمر من بعده شُورَى بَين الْمُسلمين. - وعَلى أَن النَّاس آمنون حَيْثُ كَانُوا من أَرض الله تَعَالَى فِي شامهم وعراقهم وحجازهم ويمنهم. - وعَلى أَن أَصْحَاب عَليّ وشيعته آمنون على أنفسهم وَأَمْوَالهمْ وَنِسَائِهِمْ وَأَوْلَادهمْ حَيْثُ كَانُوا. - وعَلى مُعَاوِيَة بن ابي سُفْيَان بذلك عهد الله وميثاقه وَأَن لَا يَبْتَغِي لِلْحسنِ بن عَليّ وَلَا لِأَخِيهِ الْحُسَيْن وَلَا لأحد من أهل بَيت رَسُول الله صلى الله عَلَيْهِ وَسلم غائلة سرا وَلَا جَهرا وَلَا يخيف أحدا مِنْهُم فِي أفق من الْآفَاق. أشهد عَلَيْهِ فلَان وَفُلَان بن فلَان وَكفى بِاللَّه شَهِيدًا. | عام الجماعة |

- تنص بعض المصادر السنية والشيعية زيادة على الشروط السابقة أن الحسن اشترط على معاوية أن يترك سب علي بن أبي طالب، أو أن يترك سب علي وهو يسمع.[47][48] إلا أن هذا الشرط يرفضه بعض الباحثين المتقدمين من أهل السنة.[49]
- وتشير بعض المصادر بأن معاوية كان يجري للحسن أموالًا طائلة في كل عام.[48] إلا أن هذه الروايات تم تكذيبها من قبل بعض الباحثين المتقدمين من أهل السنة والجماعة، لأنها تصور وكأن الحسن قد باع الخلافة لمعاوية، وتم وصفها بأنها روايات غير مقبولة ولا يعتمد عليها.[50]

### دوافع الصلح
نظرة أهل السنة والجماعة
تنقل العديد من مصادر أهل السنة والجماعة عددًا من أقوال الحسن بن علي التي أشار فيها إلى الأسباب التي هيأته وجعلته يعقد الصلح مع معاوية. وقد جمع عدد من العلماء والباحثين القدامى والمعاصرين هذه الأقوال وجعلوها على شكل نقاط لبيان المسألة:
- الرغبة فيما عند الله وإرادة صلاح الأمة ووحدتها: يقول «نفير الحضرمي»: «قُلْتُ لِلْحَسَنِ بْنِ عَلِيٍّ: إِنَّ النَّاسَ يَزْعُمُونَ أَنَّكَ تُرِيدُ الْخِلَافَةَ؟ فَقَالَ: كَانَتْ جَمَاجِمُ الْعَرَبِ بِيَدِي، يُسَالِمُونَ مَنْ سَالَمْتُ وَيُحَارِبُونَ مَنْ حَارَبْتُ، فَتَرَكْتُهَا ابْتِغَاءَ وَجْهِ اللَّهِ.»[53] وقال في خطبته التي تنازل فيها لمعاوية: «وَإِنَّ هَذَا الْأَمْرَ الَّذِي اخْتَلَفْتُ فِيهِ أَنَا وَمُعَاوِيَةُ إِمَّا كَانَ حَقًّا لِي تَرَكْتُهُ لِمُعَاوِيَةَ إِرَادَةَ صَلَاحِ هَذِهِ الْأُمَّةِ.»[37] ويقول في أحد خطبه حول وحدة الأمة: «أيها الناس، إني قد أصبحت غير محتمل على مسلم ضغينة، وإني ناظر لكم كنظري لنفسي، وأرى رأيًا فلا تردوا عليَّ رأيي، إن الذين تكرهون من الجماعة أفضل مما تحبون من الفرقة.»[54]
- دعوة الرسول له: تنص المصادر على أن قول النبي عن الحسن: «ابْنِي هَذَا سَيِّدٌ، وَلَعَلَّ اللَّهَ أَنْ يُصْلِحَ بِهِ بَيْنَ فِئَتَيْنِ مِنَ المُسْلِمِينَ.»[14] قد كان هو الدافع الرئيسي لتوجه الحسن إلى الصلح، وأن هذا الحديث قد دفعه إلى التخطيط والاستعداد النفسي للصلح والتغلب على العوائق التي كانت في الطريق باعتبار هذا الحديث وصية من جده الرسول.[16][51]
- حقن دماء المسلمين: يقول الحسن: «خشيت أن يجئ يَوْمَ الْقِيَامَةِ سَبْعُونَ أَلْفًا، أَوْ ثَمَانُونَ أَلْفًا، أو أكثر أو أقل، تَنْضَحُ أَوْدَاجُهُمْ دَمًا، كُلُّهُمْ يَسْتَعْدِي اللَّهَ فِيمَ هُرِيقَ دَمُهُ.»[53] وقال وهو يخطب الناس بالمدائن: «ألا إن أمر الله واقع إذ ليس له دافع وإن كره الناس، إني ما أحببت أن ألي من أمة محمد مثقال حبة من خردل يهراق فيه محجمة من دم، قد علمت ما ينفعني مما يضرني فالحقوا بطيتكم.» وقال في خطبته التي تنازل فيها لمعاوية: «وَإِنَّ هَذَا الْأَمْرَ الَّذِي اخْتَلَفْتُ فِيهِ أَنَا وَمُعَاوِيَةُ إِمَّا كَانَ حَقًّا لِي تَرَكْتُهُ لِمُعَاوِيَةَ إِرَادَةَ صَلَاحِ هَذِهِ الْأُمَّةِ، وَحَقْنِ دِمَائِهِمْ.»[37]
- اضطراب جيش أهل العراق والكوفة: يقول ابن الأثير الجزري في كتابه الكامل في التاريخ: «قِيلَ لِلْحَسَنِ: مَا حَمَلَكَ عَلَى مَا فَعَلْتَ؟ فَقَالَ: كَرِهْتُ الدُّنْيَا وَرَأَيْتُ أَهْلَ الْكُوفَةِ قَوْمًا لَا يَثِقُ بِهِمْ أَحَدٌ أَبَدًا إِلَّا غُلِبَ، لَيْسَ أَحَدٌ مِنْهُمْ يُوَافِقُ آخَرَ فِي رَأْيٍ وَلَا هَوًى، مُخْتَلِفِينَ لَا نِيَّةَ لَهُمْ فِي خَيْرٍ وَلَا شَرٍّ، لَقَدْ لَقِيَ أَبِي مِنْهُمْ أُمُورًا عِظَامًا، فَلَيْتَ شِعْرِي لِمَنْ يَصْلُحُونَ بَعْدِي، وَهِيَ أَسْرَعُ الْبِلَادِ خَرَابًا!»[55]
- أسباب أخرى: يقول أبو بكر بن العربي: «وَعَمِلَ الْحَسَنُ - رَضِيَ اللَّهُ عَنْهُ - بِمُقْتَضَى حَالِهِ، فَإِنَّهُ صَالَحَ حِينَ اسْتَشْرَى الْأَمْرُ عَلَيْهِ، وَكَانَ ذَلِكَ بِأَسْبَابٍ سَمَاوِيَّةٍ، وَمَقَادِيرَ أَزَلِيَّةٍ، وَمَوَاعِيدَ مِنْ الصَّادِقِ صَادِقَةٍ، وَمِنْهَا مَا رَأَى مِنْ تَشَتُّتِ آرَاءِ مَنْ مَعَهُ، وَمِنْهَا أَنَّهُ طُعِنَ حِينَ خَرَجَ إلَى مُعَاوِيَةَ فَسَقَطَ عَنْ فَرَسِهِ وَدَاوَى جُرْحَهُ حَتَّى بَرِئَ؛ فَعَلِمَ أَنَّ عِنْدَهُ مَنْ يُنَافِقُ عَلَيْهِ وَلَا يَأْمَنُهُ عَلَى نَفْسِهِ. وَمِنْهَا أَنَّهُ رَأَى الْخَوَارِجَ أَحَاطُوا بِأَطْرَافِهِ، وَعَلِمَ أَنَّهُ إنْ اشْتَغَلَ بِحَرْبِ مُعَاوِيَةَ اسْتَوْلَى الْخَوَارِجُ عَلَى الْبِلَادِ، وَإِنْ اشْتَغَلَ بِالْخَوَارِجِ اسْتَوْلَى عَلَيْهَا مُعَاوِيَةُ.»[51]

 نظرة الشيعة 
تنص المصادر الشيعية على أن هناك مبررات وغايات دفعت الحسن إلى الصلح، منها:
- حفظ حياة الحسن وشيعته: يقول أبو سعيد عقيصا: «قلت للحسن بن علي بن أبي طالب يا بن رسول الله لم داهنت معاوية وصالحته وقد علمت أن الحق لك دونه وأن معاوية ضال باغ؟ فقال: يا أبا سعيد علة مصالحتي لمعاوية علة مصالحة رسول الله صلى الله عليه وآله لبني ضمرة وبني أشجع، ولأهل مكة حين انصرف من الحديبية... ولولا ما أتيت لما ترك من شيعتنا على وجه الأرض أحد إلا قتل.» وينقل ابن أبي الفتح الإربلي أن بعض الشيعة قد لاموا الحسن على بيعته فرد عليهم قائلًا: «ويحكم ما تدرون ما عملت والله الذي عملت خير لشيعتي مما طلعت عليه الشمس أو غربت.»[57] ويقول محمد باقر المجلسي: «وقد أجاب عليه السلام حجر بن عدي الكندي لما قال له: سودت وجوه المؤمنين فقال عليه السلام: ما كل أحد يحب ما تحب ولا رأيه كرأيك، وإنما فعلت ما فعلت إبقاء عليكم.»[58]
- تخاذل الناس عن مساعدته: ينقل محمد باقر المجلسي أن الحسن قال في أحد خطبه: «لو أن الناس بايعوني وأطاعوني ونصروني لأعطتهم السماء قطرها، والأرض بركتها...»[59] وأنه قال أيضًا: «لو وجدت أعوانًا ما سلمت له الأمر، لأنه محرم على بني أمية...»[60] وينقل المجلسي كذلك أن جواب الحسن على أحد المعترضين على الصلح، يقول: «والله ما سلمت الأمر إليه إلا أني لم أجد أنصارا، ولو وجدت أنصارا لقاتلته ليلي ونهاري حتى يحكم الله بيني وبينه، ولكني عرفت أهل الكوفة وبلوتهم، ولا يصلح لي منهم ما كان فاسدا، إنهم لا وفاء لهم ولا ذمة في قول ولا فعل، إنهم لمختلفون ويقولون لنا: إن قلوبهم معنا، وإن سيوفهم لمشهورة علينا.»[61]
- صلاح الأمة وقطع الفتنة ومنع إراقة دماء الشيعة: ينقل محمد باقر المجلسي قول الحسن في أحد خطبه: «إن معاوية نازعني حقًا هو لي دونه، فنظرت لصلاح الأمة، وقطع الفتنة، وقد كنتم بايعتموني على أن تسالموا من سالمت، وتحاربوا من حاربت، فرأيت أن أسالم معاوية وأضع الحرب بيني وبينه، وقد بايعته، ورأيت أن حقن الدماء خير من سفكها ولم أرد بذلك إلا صلاحكم وبقاءكم، ﴿وإن أدري لعله فتنة لكم ومتاع إلى حين﴾.»[62]